# Стари надгробни споменици у Прњавору
Стари надгробни споменици у Прњавору (Општина Горњи Милановац) чине мању, али релативно добро очувану споменичку гробљанску целину и важан извор података за проучавање генезе становништва овог насеља.

## Прњавор
Село Прњавор код Горњег Милановца делом се налази на јужним падинама планине Рудник, док његов равничарски део припада долини реке Груже. У горњем, шумовитом делу налази се манастир Враћевшница из 15. века, задужбина високог челника Радича Поступовића. Прњавор се граничи са насељем Враћевшница и селима Горња Црнућа, Доња Црнућа, Липовац (Горњи Милановац) и крагујевачком Каменицом. Село има три засеока: Прњавор, Трску и Косовињак. Овуда води регионални пут који повезује Горњи Милановац и Крагујевац.
У средњем веку насеље се звало Купиново, а расељено је после Косовског боја.
У турским дефтерима помиње се као Горња и Доња Враћевшница. Поновно насељавање овог простора започело је у време Првог српског устанка становништвом из Старог Влаха и Црне Горе.
Сеоска слава је Мали Спасовдан.

### Сеоско гробље
Сачуван је знатан број старих надгробника, преко којих се може пратити генеза споменика карактеристичних за овај крај. Хронолошки најстарији су масивни крсташи разноликих форми од којих неки имају уклесане натписе, док бројчано доминирају вертикалне плоче на постољу надвишене крстом и споменици у облику стуба.